# Vitalisia cerambycina
Vitalisia cerambycina är en insektsart som beskrevs av Bolívar, I. 1914. Vitalisia cerambycina ingår i släktet Vitalisia och familjen gräshoppor. Inga underarter finns listade i Catalogue of Life.